# Cibogohilir
Cibogohilir is een bestuurslaag in het regentschap Purwakarta van de provincie West-Java, Indonesië. Cibogohilir telt 6257 inwoners (volkstelling 2010).